# Герб Остра
Герб Остра́ — геральдический символ города Остёр Черниговской области.

## История
Получение Остром магдебургского права и герба связано с походами польских войск на Левобережную Украину во время Русско-польской войны. Герб был предоставлен городу в 1660 или 1663 году, когда в нём находился король Ян II Казимир. На гербе изображены расположенные на зелёном поле городские ворота с тремя башнями и золотым крестом. Подобные изображения характерны для символики городов, которые имели оборонительные укрепления. Вероятно, на рисунке герба представлен Остёрский замок, возведённый в 1639 году. Утверждённый императорским указом 4 июня 1782 года герб в целом повторял старый геральдический символ.
В проекте Бернгарда Кёне 1865 года городские ворота открыты, над ними расположен красный щит, разделённый золотым крестом. В свободную часть добавлено изображение герба Черниговской губернии. Гербовый щит покрыт городской короной и обрамлён двумя колосьями, перевязанными Александровской лентой.

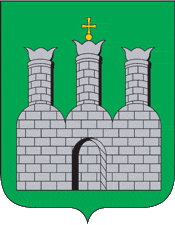
Герб города (1782—1917)
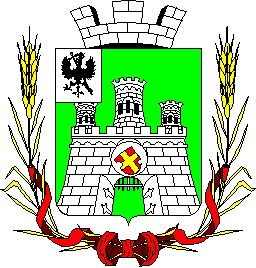
Проект Бернгарда Кёне (1865)